# Tolerantie (maatschappij)
Tolerantie of verdraagzaamheid is een sociale, culturele of in een religieuze context gebruikte term die de mate aangeeft waarin afwijkend gedrag of leden van bepaalde groepen niet worden gediscrimineerd ondanks hun afwijkend en door de meerderheid verwerpelijk geachte gedrag (of afwijkende meningen). Tolerantie is afgeleid van het Latijnse tolerare dat verdragen, verduren, uithouden, betekent.
Soms is tolerantie een vorm van 'diplomatieke en politieke handigheid'; dan gaat men uit van de volgende redenering: de tolerantie van een as die in een gat moet passen zonder vast te lopen of te gaan rammelen is een metafoor voor de tolerantie in het maatschappelijk verkeer. Om de maatschappij niet te laten vastlopen in fundamentalistische waarden, dient er toch een bepaalde tolerantie te zijn. Daar waar de tolerantie te groot is, zal de maatschappij ook niet meer goed functioneren en 'gaan rammelen', omdat volgens de metafoor 'de as veel te klein voor het grote gat wordt'. Dit concept is ook vervat in de zogeheten paradox van tolerantie.
Voor anderen is tolerantie een uitvloeisel van de rechten van de mens. Dan is tolerantie geen vorm van goedgeefs verdragen van vreemde praktijken, maar een uitvloeisel van een principe.

## Geschiedenis
Tolerantie stond in de Oudheid en Middeleeuwen synoniem voor toegeeflijkheid, zachtmoedigheid, clementie, goedertierenheid, lankmoedigheid en geduld. Op het gebied van religieuze tolerantie werden meerdere malen edicten van tolerantie uitgevaardigd. Erasmus (1466, 1467 of 1469–1536), Spinoza (1632–1677), Locke (1632–1704) en Bayle (1647–1706) waren voorstander van een vorm van tolerantie.

### Nederland
In de jaren 1970 en 1980 werd veel gesproken over tolerantie: de vrijheid van de waarden. Vanaf 2002 was er een sterke ommekeer en een roep om normen en waarden, waarbij argwanend werd gekeken naar vormen van tolerantie. Waarschijnlijk als reactie op een eerdere periode.
In de jaren 1970 en 1980 werd in radicale kringen ook gesproken van repressieve tolerantie, waarmee een strategie van de 'heersende macht' werd bedoeld om niet-getolereerde ideeën, opvattingen etc. onschadelijk te maken c.q. te bestrijden.
Volgens een onderzoek onder Nederlanders uit 2006 schaamt 53% van de Nederlanders zich voor het gebrek aan tolerantie in Nederland. Daarentegen is 25% van de Nederlanders trots op de Nederlandse tolerantie.

## Voorbeelden
Het tegenovergestelde van tolerantie is intolerantie. Voorbeelden van intolerant gedrag is:
- Een persoon bij de kassa heeft langer de tijd nodig om af te rekenen. De wachtende persoon die erachter staat kan dit niet accepteren.
- Het niet kunnen accepteren dat iemand een fout maakt. Bijvoorbeeld in het verkeer waar intolerantie voor verkeersonveiligheid zorgt.[1][2]
- Het werktempo van een collega ligt, door een bijvoorbeeld een lichamelijke of psychische aandoening, lager dan de rest van de afdeling. Andere collega's kunnen dit niet accepteren.
- Iemand kan ook intolerant naar zichzelf zijn zoals jezelf niet accepteren. Dit kan een symptoom van een psychische aandoening zijn.